# Bill Bowerman szobra
A Bill Bowerman Diana Lee Jackson 2000-ben készült szobra az Amerikai Egyesült Államok Oregon államának Eugene városában, amely Bill Bowerman atlétikaedzőt, a Nike társalapítóját ábrázolja. Az alkotást 2000. június 21-én állították fel a Hayward Sportpálya közelében.
Diana Lee Jackson a Nike munkatársa volt.

## Fordítás
- Ez a szócikk részben vagy egészben  a   Statue of Bill Bowerman című angol Wikipédia-szócikk ezen változatának fordításán alapul.  Az eredeti cikk szerkesztőit annak laptörténete sorolja fel. Ez a jelzés csupán a megfogalmazás eredetét és a szerzői jogokat jelzi, nem szolgál a cikkben szereplő információk forrásmegjelöléseként.